# Tetradiplosis sexdentatus
Tetradiplosis sexdentatus är en tvåvingeart som beskrevs av Jean-Jacques Kieffer och Jörgensen 1910. Tetradiplosis sexdentatus ingår i släktet Tetradiplosis och familjen gallmyggor. Inga underarter finns listade i Catalogue of Life.